# Spieth
A Spieth é uma fabricante alemã, especializada em equipamentos para as modalidades da ginástica e para o judô. 
O seu foco de fabricação abrange desde os equipamentos de proteção, aos aparelhos utilizados nas provas da modalidade da ginástica (olímpica) artística, além de partir dos equipamentos criados para os praticantes iniciantes, aos elaborados para os atletas profissionais. Para a modalidade ginástica (olímpica) artística, os equipamentos da companhia apresentam-se nas cores azul e branco, com as barras assimétricas, trave de equilíbrio e cavalo com alças em tons de vermelho. No entanto, os seus elaborados aparatos infantis são coloridos, visando incentivar as crianças a praticarem o esporte.
Para o judô, a Spieth fabrica os tatames de competições.
Os aparelhos desenvolvidos pela companhia, para a ginástica, são, em termos de segurança, pioneiros.
Ao longo de seus anos de existência, a Spieth foi a fornecedora em eventos oficiais internacionais realizados pela Federação Internacional de Ginástica (FIG).
| “ | Spieht me dá a boa sensação de aterrizar com segurança. | ” |